# Kurja polt
Kurja polt (v izvirniku angleško Goosebumps) je serija mladinskih horor romanov ameriškega pisatelja Roberta Lawrencea Stinea, ki so pričeli izhajati leta 1992 pri založbi Scholastic Publishing. Romani med seboj niso povezani ne z liki ne z dogajanjem, skupen pa jim je osnovni motiv - otroci ali mladostniki, ki se zapletejo v strašljivo dogajanje, pogosto z nadnaravnimi elementi ali obiski nezemljanov. Pomembni značilnosti zgodb sta tudi humor in preprosta zgradba, ki ciljata na mlado občinstvo v starostnem razredu 8 do 12 let.
Prva knjiga iz izvirne serije je bila Welcome to Dead House (Dobrodošli v mrtvi hiši), skupno je v seriji izšlo 62 delov. Kasneje je nastalo še več t. i. spin-off serij, ki skupaj z izvirno obsegajo okrog 200 naslovov, vključujejo pa tudi novele in zbirke kratkih zgodb.
Kurja polt je dosegla veliko priljubljenost v sredini 1990. let. Že prvi deli, ki so se oglaševali skoraj izključno v knjigarnah in preko izdajateljevega knjižnega kluba, so bili prodani v desettisočih izvodih, leta 1994 je Stine na račun serije prevzel prvo mesto lestvice najbolj prodajanih avtorjev časopisa USA Today in do leta 1996 je skupna prodaja narasla že na štiri milijone izvodov mesečno.